# Brydolf
Brydolf är en svensk släkt som härstammar från kyrkoherden i Hällestads församling i Linköpings stift, Erik Gustaf Brydolf, (1773–1840). En av hans söner var konstnären och nordstatsöverstelöjtnanten Fabian Brydolf (1819–1897), som emigrerade till Amerika 1841, och är stamfar för en amerikansk gren.

## Personer med namnet Brydolf
- Erik Gustaf Brydolf (1773–1840), präst
  - Sigrid, dotter till Erik Gustaf Brydolf, gift med Pehr Erik Rudebeck
    - Sigrid Rudebeck (1831–1924), dotter till Sigrid Brydolf

  - Adriana Hollberg (1815–1893), dotter till Erik Gustaf Brydolf, gift med Ludvig August Hollberg.
  - Hedda (1818–1914), dotter till Erik Gustaf Brydolf, gift med Carl Anton Wetterbergh
  - Fabian Brydolf (1819–1897), överstelöjtnant och konstnär, son till Erik Gustaf Brydolf
  - Gustaf Sigfrid Brydolf (1829–1876), läkare, son till Erik Gustaf Brydolf
    - Erik Brydolf (1864–1939), läkare och kommunalpolitiker, son till Gustaf Sigfrid Brydolf
    - Märtha Brydolf (1868–1956), högerkvinna, gift med Erik Brydolf
      - Owe Brydolf (1904–1978), läkare, son till Erik och Märtha Brydolf
      - Christina Söderling-Brydolf (1911–1999), författare, gift med Owe Brydolf
        - Gunilla Brydolf (1937–2020), jurist, dotter till Owe Brydolf och Christina Söderling-Brydolf, gift med Arnold Joelsson

    - Knut Brydolf (1867–1944), fotograf, son till Gustaf Sigfrid Brydolf
      - Ebba (1900–1964), dotter till Knut Brydolf, gift med provinsialläkaren Axel Sasse
      - Ernst Brydolf (1902–1969), litteraturvetare och lektor, son till Knut Brydolf
      - Arne Brydolf (1909–1972), tandläkare, son till Knut Brydolf

    - Gustaf Brydolf (1860–1943), inspektor vid Horndals Bruk, son till Gustaf Sigfrid Brydolf
      - Carl-Gustaf Brydolf (1904–1985), posttjänsteman, son till Gustaf Brydolf